# Sighnaghi
Sighnaghi (Signagi, georgisch სიღნაღი) ist eine Stadt in der Region Kachetien im Osten Georgiens.
Sie ist das administrative Zentrum der Munizipalität Sighnaghi und mit 1485 Einwohnern gemäß Volkszählung von 2014 eine der kleinsten Städte Georgiens. Sighnaghi liegt 52 Kilometer südöstlich von Telawi, der Hauptstadt der Region Kachetien.

## Geschichte
Sighnaghi entstand in der zweiten Hälfte des 18. Jahrhunderts an der Stelle einer alten georgischen Festung. Nach der Besetzung des Königreichs Kartlien-Kachetien durch das  Russische Kaiserreich 1801 wurde Sighnaghi Sitz eines Ujesd, nach mehreren Verwaltungsreformen ab 1846 im Bestand des Gouvernements Tiflis.
Sighnaghi hat eine gut erhaltene Stadtmauer aus dem 18. Jahrhundert und Straßen mit Pflastersteinen. Zusammen mit der Lage auf einem Hügel hat sie dadurch einen besonderen Reiz. In den letzten Jahren wurde Sighnagi mit Geldern aus verschiedenen Quellen saniert und für den Tourismus hergerichtet. Die Stadt ist seither ein Tourismuszentrum und verfügt über entsprechende Einrichtungen wie eine Station für Sammeltaxis, Busparkplätze sowie Hotels und Gaststätten. Auf dem Markt werden lokale Produkte angeboten.

## Kultur und Sehenswürdigkeiten
Sighnaghi nennt sich „die georgische Stadt der Liebe“. Da in Georgien auf jedem beliebigen Standesamt geheiratet werden kann, wird der Ort wegen seiner Kulisse oft von Paaren für die standesamtliche Hochzeit ausgewählt. Das Rathaus ist entsprechend eingerichtet und hat extra dafür einen 24-Stunden-Service sieben Tage in der Woche.
Im Ort gibt es das Sighnaghi Museum als Teil des Georgischen Nationalmuseums. Dort werden archäologische Funde, Informationen zur Stadtgeschichte sowie Werke von Niko Pirosmani und Lado Gudiaschwili gezeigt. Eine große Statue zeigt den Philosophen Solomon Dodaschwili.
Im Ort gibt es vier georgisch-orthodoxe Kirchen. Etwa zwei Kilometer von Sighnaghi entfernt liegt das Kloster Bodbe, das über dem Begräbnisort der Heiligen Nino errichtet ist. In der Nähe des Orts liegt auch die Quelle der Heiligen Nino. Das Wasser der Quelle wird für Taufzeremonien verwendet und soll heilende Wirkung haben. Pilger können sich mit dem Wasser der Quelle in einem Badehaus waschen.
Die Stadt liegt inmitten von einem Weinanbaugebiet und so spielt auch der Wein eine wichtige Rolle in der Stadt und es gibt entsprechende Angebote und Weinproben.

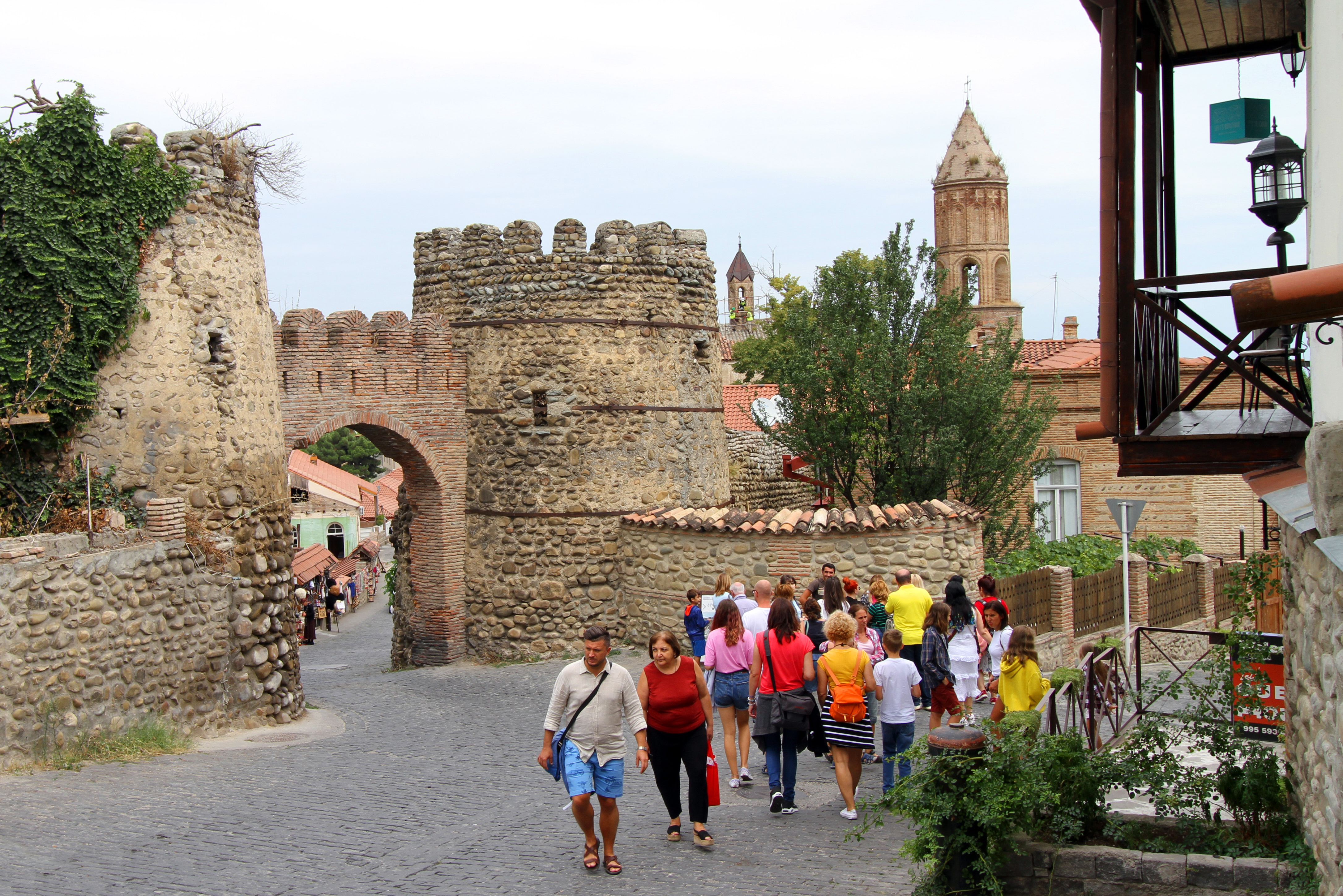
Stadtmauer und -tor
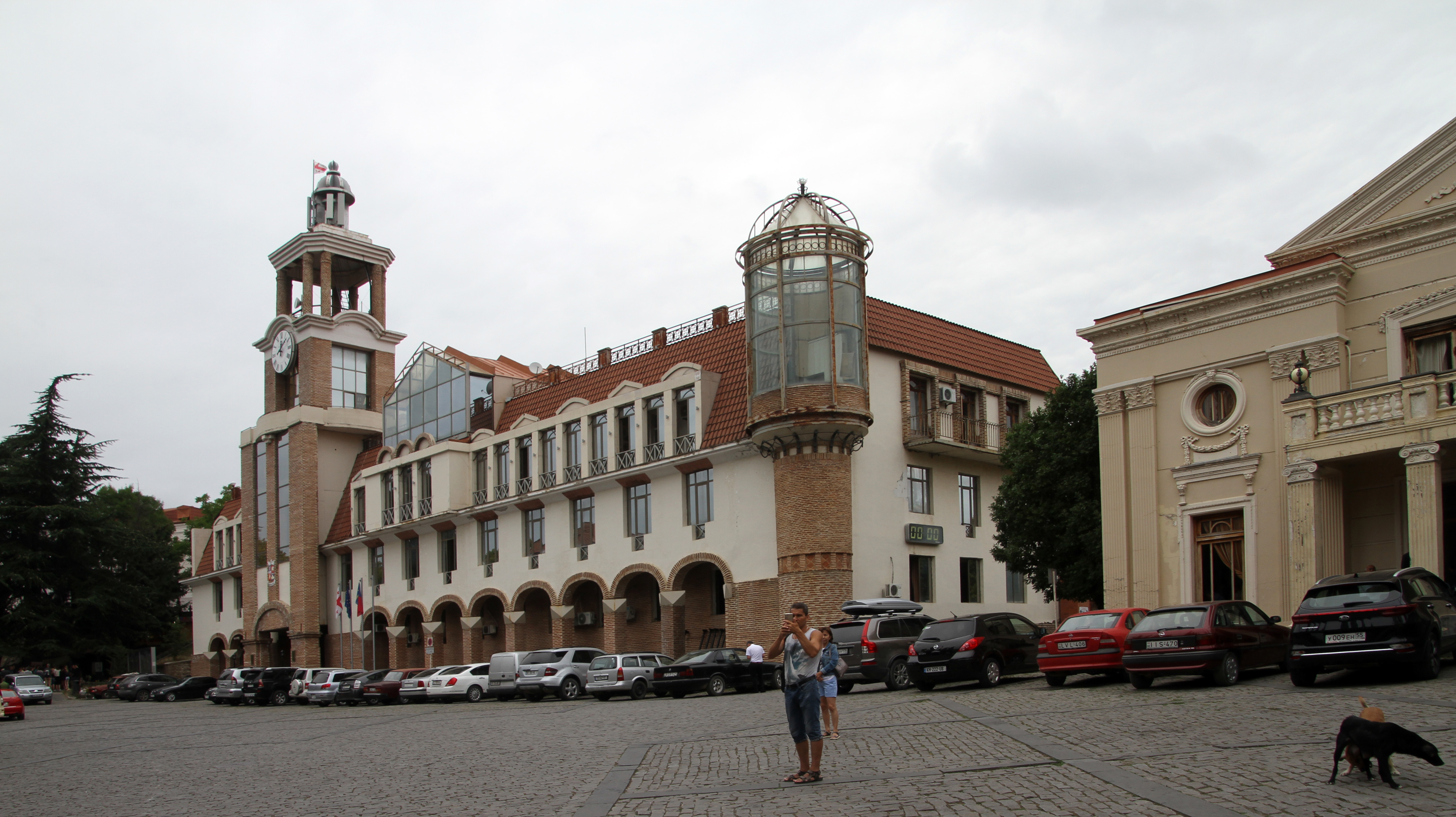
Rathaus
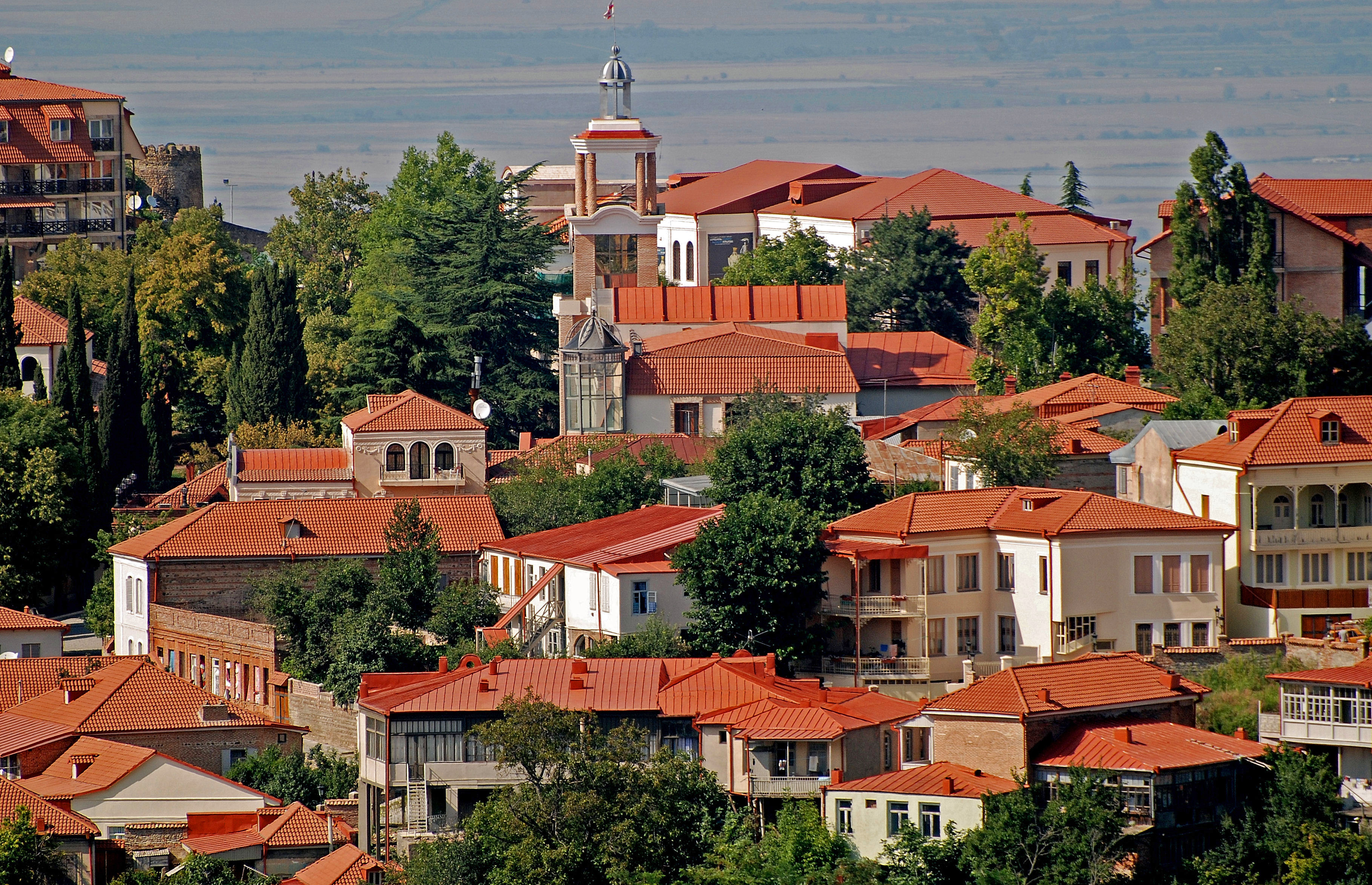
Renovierte Gebäude
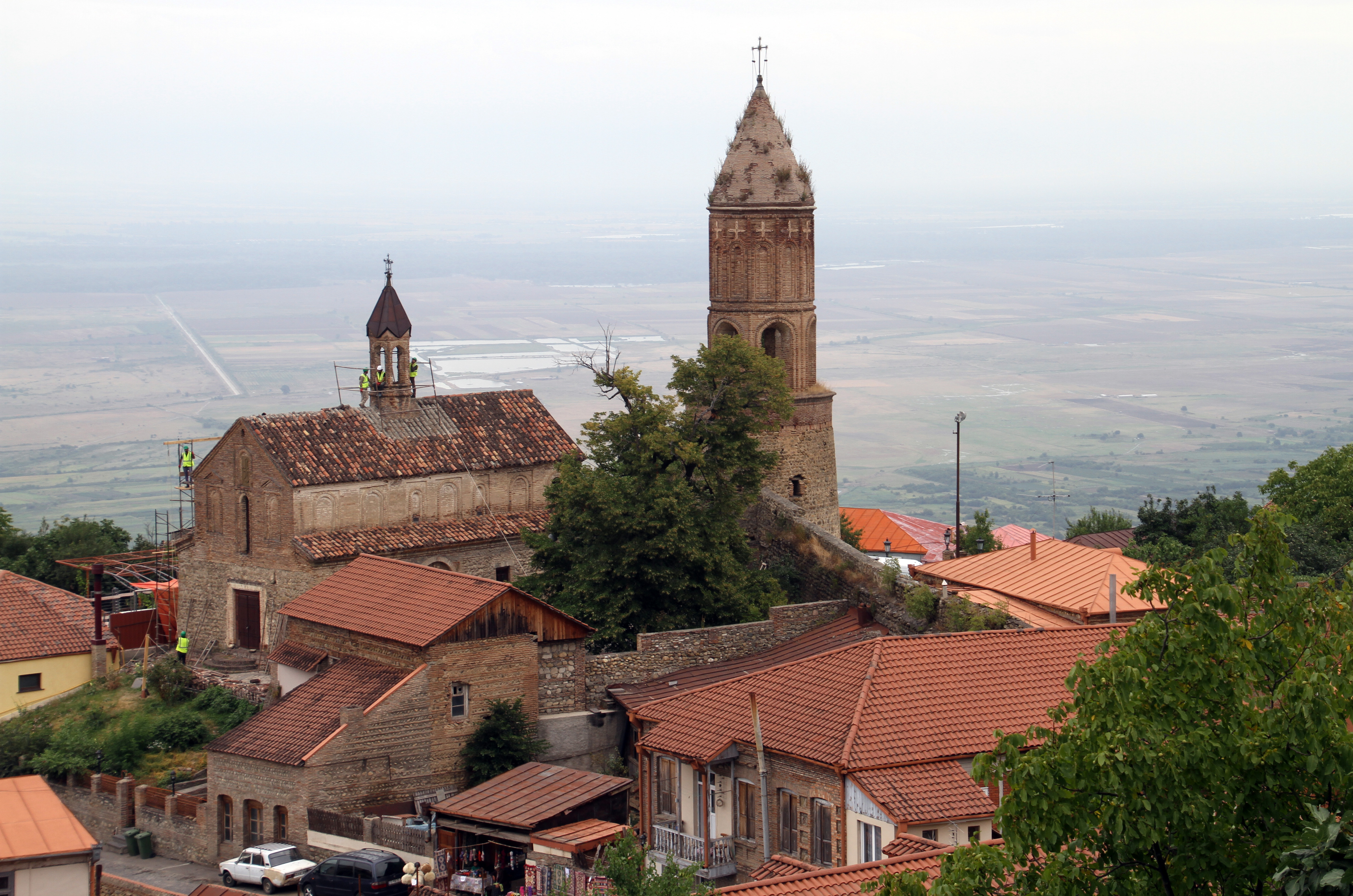
St. Georg
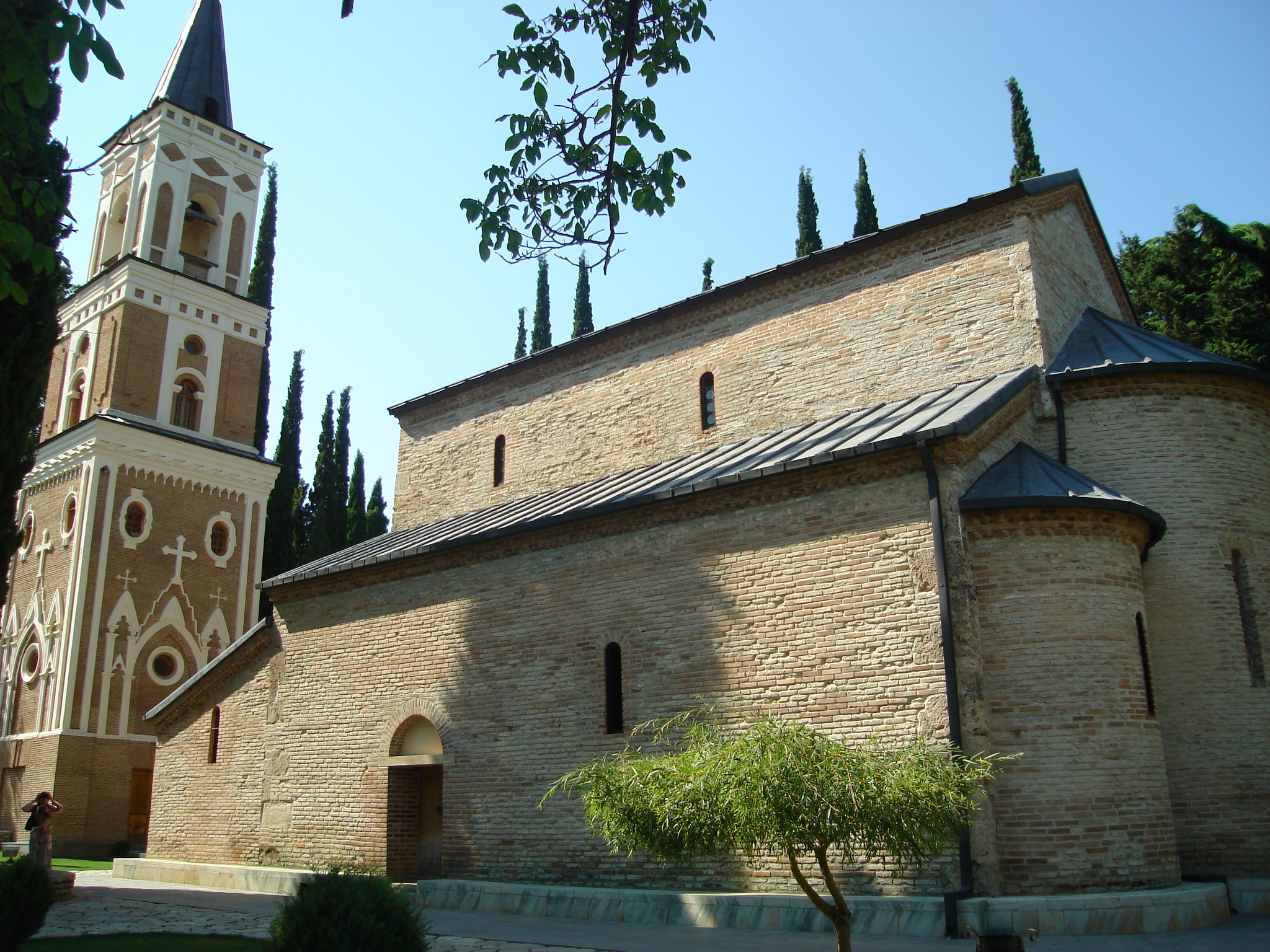
Kloster Bodbe

## Söhne und Töchter der Stadt
- Wano Saradschischwili (1878–1924), Opernsänger
- Konstantin Koberidse (1917–1964), sowjetischer Ringer
- Bidsina Kwernadse (1928–2010), Komponist
- Tamas Tschiladse (1931–2018), Schriftsteller
- Otar Tschiladse (1933–2009), Schriftsteller, Lyriker und Dramatiker; gilt als einer der Klassiker der georgischen Literatur der zweiten Hälfte des 20. Jahrhunderts
- Naira Gelaschwili (* 1947), Autorin und Übersetzerin